# Blakistonia aurea
Blakistonia aurea es una especie de Arachnida del género Blakistonia, de la familia Idiopidae, del orden de las arañas. Son depredadores terrestres y fosoriales. Las madrigueras tienen trampillas de tierra gruesa y están construidas en suelos arcillosos pesados, como los de las orillas de los arroyos y las marismas.

## Descripción
El cefalotórax es marrón amarillento, sus mandíbulas son marrones, el rastelo casi negro. El esternón es amarillo pálido, con manchas anaranjadas. Cuenta con pelo gris oscuro en la rótula, la tibia, el tarso y el metatarso. El abdomen es amarillo dorado brillante, con pelo amarillo pálido tanto en la parte superior como en la inferior. Los especímenes más jóvenes son mucho más brillantes que los ejemplares más viejos.

## Distribución
Blakistonia aurea se distribuye por Australia Meridional, Victoria, Nueva Gales del Sur. La especie se encuentra en el sur de Australia, en la región de los golfos del sur, incluida la península de Eyre, el monte Lofty y las cordilleras Flinders. Se extiende hasta el oeste de Nueva Gales del Sur y el noroeste de Victoria, en hábitats de bosques abiertos y arbolados. Las localidades tipo son Adelaida, Blakiston, de ahí su nombre. La cantidad de especímenes recolectados y la amplia variedad de localidades de las que se obtuvieron, demuestran que este es el ctenizido más común en el sur de Australia.
En las tierras no cultivadas entre Adelaida y el mar hay lugares donde se pueden encontrar varias arañas por metro cuadrado. El valor económico de esta araña en tan gran número puede imaginarse fácilmente considerando que sus hábitos nocturnos le permiten capturar larvas de langostas y deshacerse de una gran cantidad.

## Taxonomía
Fue descrita científicamente por Henry Roughton Hogg en 1902. 
Tratamiento taxonómico
La especie aparece registrada y publicada en Proceedings of the Zoological Society of London, volumen 72, sección II, parte 1, entre las páginas 121 y 142, ilustración número 13 (1902)